# Emil Mangelsdorff
Emil Mangelsdorff (Frankfurt am Main, 11 april 1925 – aldaar, 20 januari 2022) was een Duitse jazzmuzikant (saxofoon, fluit). Zijn jongere broer was de jazztrombonist Albert Mangelsdorff.

## Biografie
Emil Mangelsdorff speelde eerst de accordeon. Als lid van het illegaal optredende Frankfurt Hotclub Combo wisselde hij naar de klarinet, die hij van 1942 tot 1943 studeerde aan het Dr. Hoch's Conservatorium in Frankfurt. Vanwege zijn steun aan de jazz werd hij verschillende keren lastiggevallen door de Gestapo en begin 1943 gearresteerd en 14 dagen geïnterneerd. Na de Wehrmacht en krijgsgevangenschap trad Mangelsdorff in 1949 toe tot het jazzcircuit van Frankfurt en speelde hij met veel verschillende bands (eerst met Joe Klimm, vervolgens met Jutta Hipp, de Two Beat Stompers en de Frankfurt All Stars, later in eigen bands, maar ook met Wolfgang Lauth). In 1966 richtte hij de Swinging Oil Drops op met Joki Freund, Volker Kriegel, Fritz Hartschuh en Günter Lenz. Na de dood van zijn vrouw, sopraan Simone Mangelsdorff, trok hij zich enkele jaren terug uit het circuit, voordat hij in 1974 terugkeerde met een nieuw kwartet. Volgens Bert Noglik creëert het samenspel met zijn kwartet 'een enorme lichtheid, bijna zoiets als luchthartigheid, zonder af te zien van de diepte van het muzikale gevoel en denken'.
Zijn muzikale ontwikkeling liep parallel met die van jazz. Hoewel hij aanvankelijk sterk werd beïnvloed door dixieland en swing, nam hij ook creatief de suggesties op die voortkwamen uit hedendaagse ontwikkelingen in de jazz zoals bop en fusion. Tegelijkertijd raakte hij betrokken bij experimenten zoals jazz en poëzie. Deze persoonlijke ontwikkeling wordt bewezen door opnamen met zijn kwartet en, sinds 1958, door lidmaatschap van het jazzensemble van de Hessischer Rundfunk, waar hij meer als solist en ensemblespeler opkwam dan als componist (Volgens Jürgen Schwab droeg hij daar minder dan tien composities of arrangementen bij). Hij speelde nu vooral altsaxofoon, maar ook fluit en sopraansaxofoon.
Mangelsdorff was ook actief in het jazzonderwijs. Van 1960 tot 1966 leidde hij een jazzklas aan de Frankfurtse Jugendmusikschule met Carlo Bohländer en schreef hij een Instructies voor improvisatie voor saxofoon in B (Mainz: Schott 1964). Mangelsdorff vergezelde zijn oude metgezel Fritz Rau vaak op zijn leesreizen. Hij gaf vaak informatie over zijn ervaringen in de zogenaamde swing-jeugd op scholen als getuige. Hij heeft zijn eigen concertserie al enkele jaren in het Holzhausenschlösschen in Frankfurt. Hij componeerde de filmmuziek voor de film Blues March-Soldat Jon Hendricks van de Frankfurtse regisseur Malte Rauch.
Hij overleed op 96-jarige leeftijd.

## Prijzen en onderscheidingen
Voor zijn diensten aan de cultuur in Hessen kreeg Emil Mangelsdorff op 20 januari 2006 het Goethe-insigne van de deelstaat Hessen (na ontvangst van de Johanna Kirchner-medaille (1991) en de Goethe-insigne van de stad Frankfurt am Main in 1995). Emil Mangelsdorff is ook de ontvanger van de Hessische Jazzprijs (1995) en de Wilhelm-Leuschner Medaille (2001), de hoogste onderscheiding in de deelstaat Hessen. In 2008 reikte Silke Lautenschläger hem namens de bondspresident het 1e Klasse Kruis van Verdienste van de Bondsrepubliek Duitsland uit. Op de Ronneburg werd hij geslagen tot Ridder van de Jazz. In december 2015 had de Hessische minister van Wetenschap en Kunst Mangelsdorff de titel Ere-professor toegekend in de concertzaal van de Staatsmuziekacademie in Schloss Hallenburg, Hessen.

## Discografie
- 1966: Swinging Oil Drops!, Bellaphon Records
- 1969: Emil Mangelsdorff Swingers, Old Fashion – New Sound, Europa, (met Gustl Mayer (tenorsaxofoon), Hans Hartmann (contrabas), Joe Nay (drums), Oscar Klein (gitaar) en Rolf Lüttgens (piano))
- 1992: This Side Up, Bellaphon Records
- 1995: Meditation, Bellaphon Records
- 2007: Blues Forever (met Vitold Rek (contrabas), Janusz Stefański (drums) en Thilo Wagner (piano); kwartjaarlijst van de Duitse platencritici voorjaar 2008)